# والریو باچیگالوپو
والریو باچیگالوپو (به ایتالیایی: Valerio Bacigalupo) بازیکن فوتبال و دروازه‌بان اهل ایتالیا است 

## تیم ملی
از سال ۱۹۴۷ میلادی عضو تیم ملی فوتبال ایتالیا بوده و در ۵ بازی ملی حضور داشته‌است. او در بازی‌های ملی‌اش گلی دریافت نکرد. والریو باچیگالوپو آخرین بازی ملی خود را در سال ۱۹۴۹ میلادی انجام داد.